# Guy de Brimeu

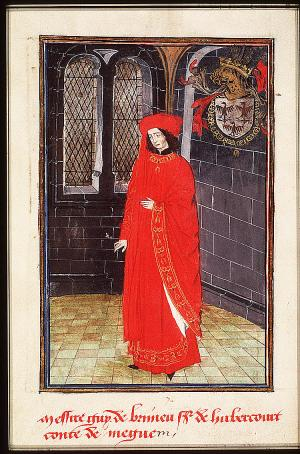
Guy de Brimeu im Wappenbuch des Ordens vom Goldenen Vlies (Den Haag, KB, 76 E 10, fol. 75v)

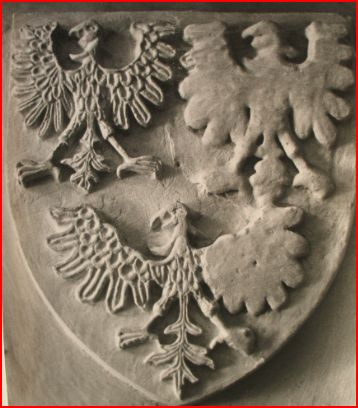
Wappen Guy de Brimeus in der Kirche von Querrieu

Guy de Brimeu (* 1433/34; † 3. April 1477 in Gent, enthauptet), Herr von Humbercourt und Querrieu, Graf von Megen, Ritter des Ordens vom Goldenen Vlies, war das bedeutendste Mitglied der Familie Brimeu.

## Leben
Guy de Brimeu war der älteste Sohn von Jean II. de Brimeu († 1441), von dem er die Herrschaft Humbercourt erbte, und Marie de Mailly († 1470). Seine Mutter heiratete 1443 Jacques de Banquetin († 1453) der dadurch der Stiefvater des jungen Guy wurde.
Guy wuchs zusammen mit Karl dem Kühnen, damals noch Graf von Charolais, am burgundischen Hof auf, und war einer seiner nächsten Vertrauten und Berater. In Karls Dienst nahm er an zahlreichen Feldzügen und diplomatischen Missionen teil, darunter 1452 der Feldzug gegen das aufständische Gent. 1461 war er in Paris Kapitän der Bogenschützen Karls.
Einige Jahre später wurden ihm dann Ämter als Statthalter Karls in den niederländischen Gebieten der Burgunder übertragen, die er nicht nacheinander, sondern gleichzeitig wahrnahm:
- Im Hochstift Lüttich ab September 1466 (hier musste er sich bald wegen eines Aufstands der Einwohner aus der Stadt zurückziehen; im Jahr darauf wurde er von den Lüttichern gefangen genommen und konnte nur nach Zahlung einer hohen Summe Lösegelds freikommen), zudem
- Ende 1468/Anfang 1469 in Namur
- 26. Oktober 1472 in Marle
- 1. Juni 1473 in Overmaas sowie
- Juni/Juli 1473 in Geldern

Lüttich, Namur, Overmaas und Geldern verwaltete er zentral von Maastricht aus, wozu er eine neue Ratkammer einrichtete.
Am 16. Februar 1470 wurde er zum Grafen von Megen erhoben, am 9. Mai 1473 in den Orden vom Goldenen Vlies aufgenommen (Diplom Nr. 78) und am 6. Juli 1473 in Baden-Baden zum kaiserlichen Hofpfalzgrafen ernannt. Vom 2. August 1473 bis zum Juli/August 1474 war er zudem Statthalter von Luxemburg. 1474/75 galt er während der Belagerung von Neuss als wichtigster burgundischer Diplomat, während der Burgunderkriege (1474–1477) war er Mitglied des Regentschaftsrats, der den abwesenden Herzog in den Niederlanden vertrat.
1475 lieferte er den Connétable von Frankreich, Ludwig von Luxemburg an König Ludwig XI. aus, der jenen des Hochverrats verdächtigte, anklagte und verurteilte und am 19. Dezember 1475 auf der Place de Grève in Paris köpfen ließ. Das gleiche Schicksal erlitt Guy de Brimeu selbst, nachdem Karl der Kühne am 7. Januar 1477 in der Schlacht bei Nancy gefallen war. Er selbst, der Kanzler Guillaume Hugonet und die Erbin Maria von Burgund wurden in Gent von den Einwohnern der Stadt festgesetzt, Brimeu und Hugonet wegen Hochverrats angeklagt und verurteilt, schließlich am 3. April 1477 in Gent gegen den Widerstand Marias geköpft. Sie war es dann auch, die nach der Hinrichtung den Leichnam Guy de Brimeus nach Arras bringen ließ, um ihn in der dortigen Kathedrale zu bestatten. Sein Grabstein wurde 1849 wiedergefunden, er befindet sich heute im Museum der Stadt Arras.

## Familie
Nach einem am 19. März 1453 geschlossenen Ehevertrag heiratete er Antonia de Rambures († 1517), Tochter von Jacques de Rambures und Marie-Antoinette de Berghes. Der Ehe entstammen sieben Kinder:
1. Charles, * nach 10. November 1471; † Januar 1474/29. Mai 1477
2. Adrien, * 1471/72; † in der Schlacht bei Marignano 14. September 1515, Ritter, französischer Rat und Kämmerer; ⚭ vor 15. August 1475 Catherine de Croy, Tochter von Jean II. de Croy, Graf von Chimay (Haus Croy)
3. Adrienne, * 1471/72; † 1. Juni 1500; ⚭ (Ehevertrag 12. Dezember 1487) Johann III. von Glymes in Bergen op Zoom, Ritter des Ordens vom Goldenen Vlies, † 20. Januar 1531 (Haus Glymes)
4. Tochter (Charlotte), * 10. August 1472; † 1473/84
5. Eustache, * um 1474; † 1547/48, Graf von Megen, folgt 1496 in Wezemaal, burgundischer Rat und Kämmerer; ⚭ 1522 Barbe von Hille, zu Éperlecques; † nach 7. August 1544, Tochter von Franz von Hille, Graf von Thurn, und Margarete Bastard von Österreich
6. Lamberte, * um 1474; † 27. Mai 1556; ⚭ I vor 15. Juli 1488, geschieden, Johann VII., Freiherr von Merode; † 14. Juli 1497 (Haus Merode); ⚭ II (Ehevertrag 26. April 1491) Ferri de Croy, Seigneur du Roeulx, Ritter des Ordens vom Goldenen Vlies; † 17. Juni 1524 (Haus Croy)
7. Guye, * um 1475; † 18. Juni/16. November 1518; ⚭ (Ehevertrag 1. August 1497) Jean du Bos, Seigneur d’Esquerdes; † vor 12. Mai 1511

## Nachweise
1. ↑  Nach Smedt, Chevaliers, S. 177, datiert der Heiratsvertrag auf den 14. März 1463.

| Personendaten    | Personendaten          |
| ---------------- | ---------------------- |
| NAME             | Guy de Brimeu          |
| ALTERNATIVNAMEN  | Graf von Megen         |
| KURZBESCHREIBUNG | burgundischer Diplomat |
| GEBURTSDATUM     | 1433 oder 1434         |
| STERBEDATUM      | 3. April 1477          |
| STERBEORT        | Gent                   |